# Личинкоїд рожевий
Личинкоїд рожевий  (Pericrocotus roseus) — вид горобцеподібних птахів родини личинкоїдових (Campephagidae). Мешкає в Південній і Південно-Східній Азії.

## Опис

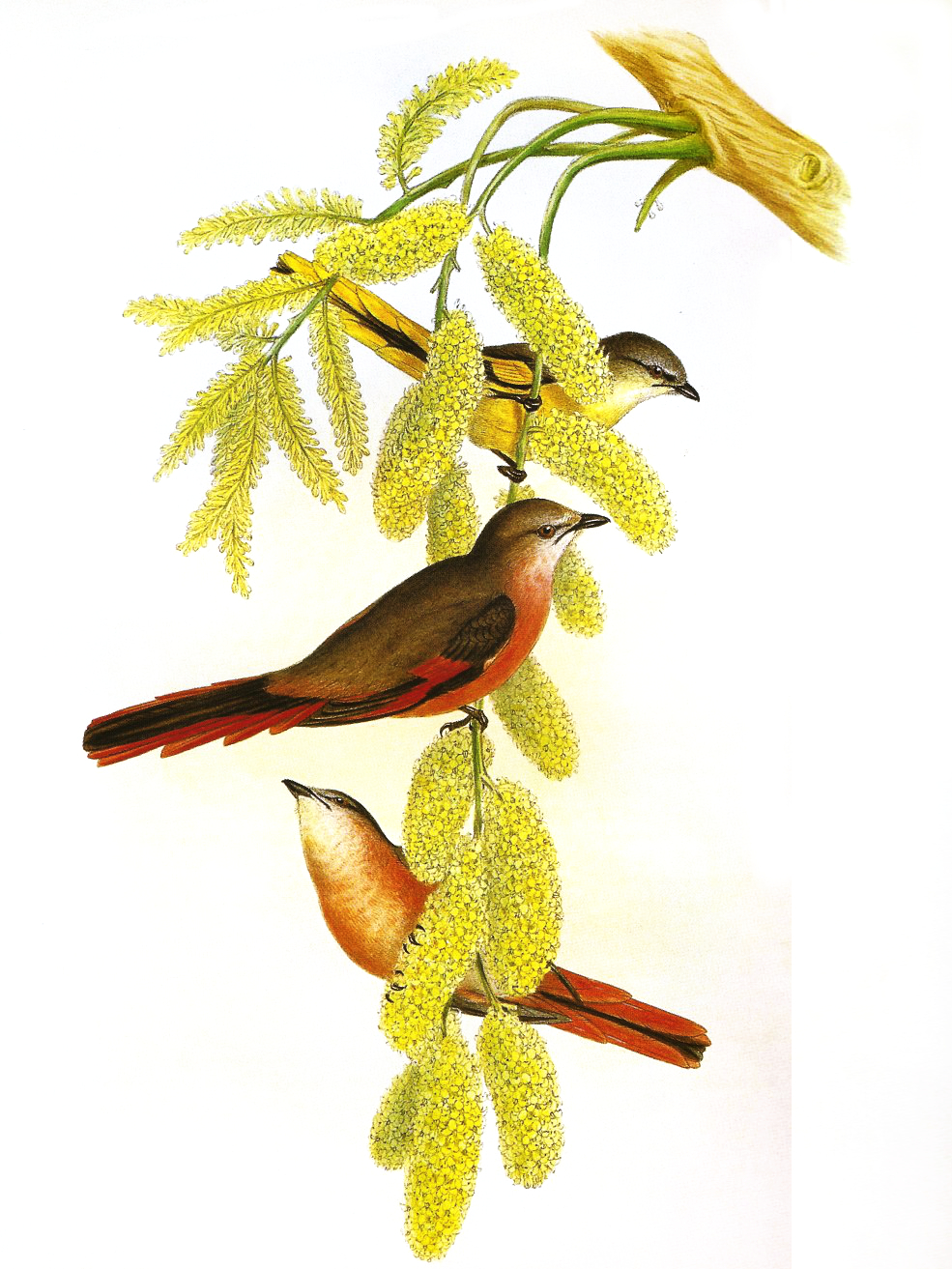
Рожеві личинкоїди

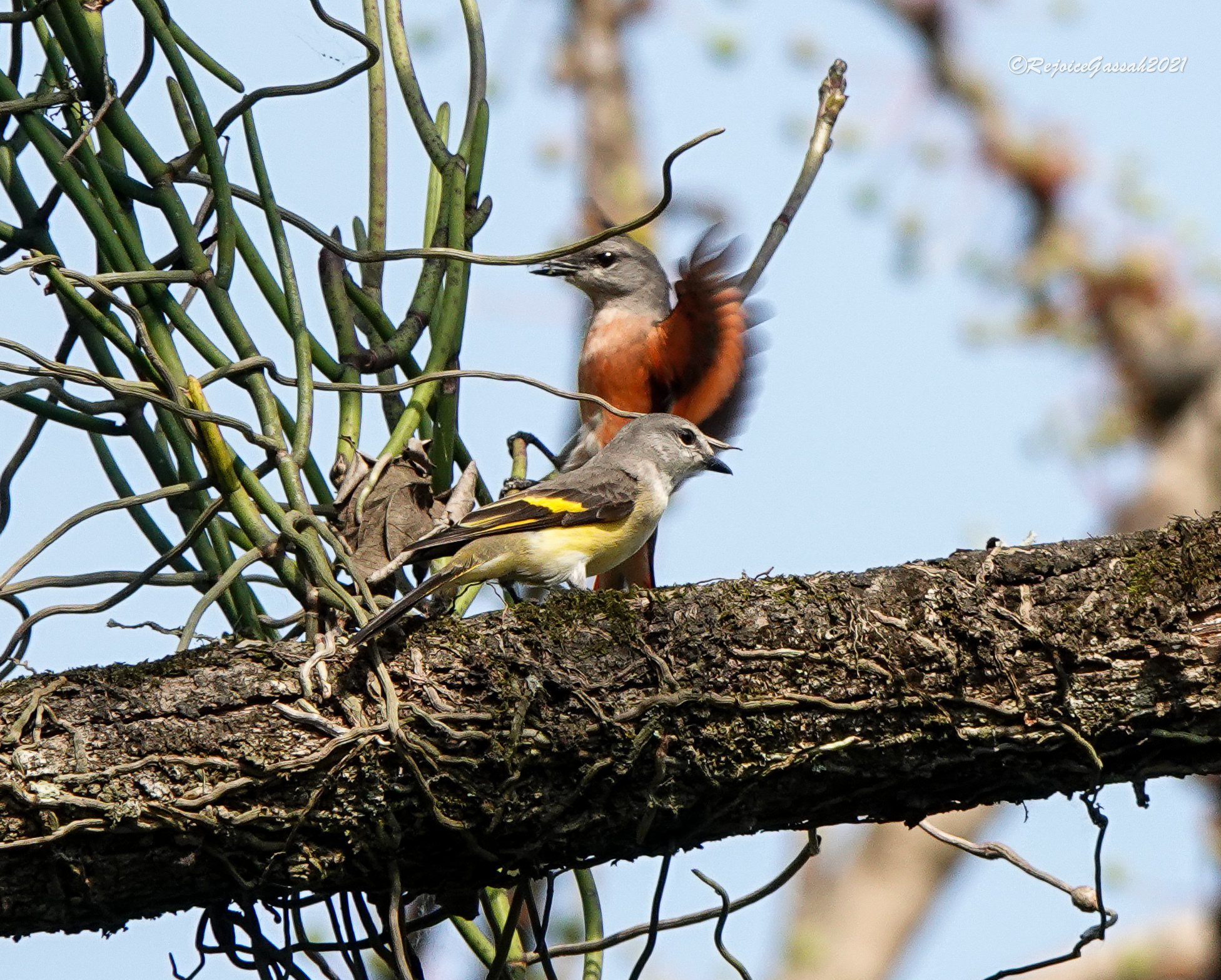
Рожеві личинкоїди

Довжина птаха становить 18-19,5 см, враховуючи довгий хвіст. Верхня частина тіла переважно сіра, обличчя і горло білуваті, через очі проходять тонкі чорні смуги. У самців нижня частина тіла рожева або червонувата, у самиць світло-жовта. У самців надхвістя, крайні стернові пера і смуги на крилах червоні, у самиць жовті.

## Поширення і екологія
Рожеві личинкоїди гніздяться в Гімалаях, від Афганістану і Пакистану через північну Індію, Непал, Сіккім, Бутан і Північно-Східну Індію до північної і західної М'янми, в південному Китаї, північному В'єтнамі, Лаосі і Таїланді. Взимку вони мігрують на рівнини центральної і східної Індії, Бангладеш і Південно-Східної Азії (на південь до Камбоджі і перешийку Кра). Вони живуть у вологих гірських і рівнинних тропічних лісах, в парках і садах. Зустрічаються на висоті до 1525 м над рівнем моря. Живляться комахами та їх личинками.